# Episodi di Les Mystères de l'amour (ventesima stagione)
La ventesima stagione della serie televisiva Les Mystères de l'amour è andata in onda in Francia dal 23 marzo all'8 settembre 2019 sul canale Telemontecarlo.
In Italia è inedita.
| nº | Titolo originale           | Titolo italiano | Prima TV Francia | Prima TV Italia |
| -- | -------------------------- | --------------- | ---------------- | --------------- |
| 1  | En famille                 |                 | 23 marzo 2019    |                 |
| 2  | Love story                 |                 | 30 marzo 2019    |                 |
| 3  | Macabres menaces           |                 | 31 marzo 2019    |                 |
| 4  | Mariage et paternité       |                 | 6 aprile 2019    |                 |
| 5  | La revenante               |                 | 7 aprile 2019    |                 |
| 6  | Retour princier            |                 | 13 aprile 2019   |                 |
| 7  | Vengeance d'outre-tombe    |                 | 14 aprile 2019   |                 |
| 8  | Des méthodes convaincantes |                 | 20 aprile 2019   |                 |
| 9  | La vengeance d’une brune   |                 | 21 aprile 2019   |                 |
| 10 | Un nouvel amour            |                 | 27 aprile 2019   |                 |
| 11 | Règlements de comptes      |                 | 28 aprile 2019   |                 |
| 12 | La fin d’un mythe          |                 | 4 maggio 2019    |                 |
| 13 | Tel le Phoenix             |                 | 5 maggio 2019    |                 |
| 14 | Coupez                     |                 | 11 maggio 2019   |                 |
| 15 | A livre ouvert             |                 | 12 maggio 2019   |                 |
| 16 | Complots                   |                 | 19 maggio 2019   |                 |
| 17 | Chassés croisés dangereux  |                 | 19 maggio 2019   |                 |
| 18 | Tout près du but           |                 | 25 maggio 2019   |                 |
| 19 | Faux et usage de faux      |                 | 26 maggio 2019   |                 |
| 20 | Renaissances               |                 | 1 giugno 2019    |                 |
| 21 | Pour notre patrie          |                 | 2 giugno 2019    |                 |
| 22 | Nouveaux départs           |                 | 25 agosto 2019   |                 |
| 23 | Amour et mensonges         |                 | 31 agosto 2019   |                 |
| 24 | Méditation salutaire       |                 | 1 settembre 2019 |                 |
| 25 | Négociations difficiles    |                 | 7 settembre 2019 |                 |
| 26 | Le sacrifice d’un père     |                 | 8 settembre 2019 |                 |